# Cacajao amuna
Cacajao amuna és una espècie de primat de la família dels pitècids. És oriünd de l'oest de l'Amazones brasiler, a l'estat d'Acre i el sud-oest de l'estat d'Amazones. La seva distribució cobreix aproximadament 30.000 km² i es troba a l'est del riu Tarauacá. C. ajumana viu en boscos de várzea inundats periòdicament per rius d'aigües blanques rics en sediments. L'espècie fou descrita el maig del 2022 i anomenada en honor del poble indígena dels Amuna-dyapas, un subgrup dels kanamarí.

## Morfologia
Igual que els seus parents més propers, C. amuna es pot identificar pel cap vermell i calb, el pelatge llarg i grenyut i la cua relativament curta i peluda. El seu pelatge és gairebé completament blanc, sense matisos grocs, grisos o vermells com els del uacari calb (C. calvus), el seu tàxon germà. Els bigotis són de color marró rogenc i més clars que els negres o marrons rogencs del uacari calb. Els avantbraços tenen tons groguencs, el pèl de les mans i els peus són taronges o grisos i la part inferior de la cua és de color crema.

## Sistemàtica
Els descriptors de C. amuna també elevaren a la categoria d'espècie els altres pitècids que fins aleshores es classificaven com a subespècies de C. calvus. Tanmateix, els representants d'aquest grup tenen una relació molt propera i només han divergit en els últims 300.000 anys, a causa de la formació dels actuals sistemes de rius i illes fluvials.

## Amenaces
La taxa de desforestació de l'hàbitat de C. amuna és clarament superior a la de l'hàbitat del uacari calb o de C. novaesi. L'estat d'Acre és un punt crític de desforestació, puix que hi ha diverses ciutats en plena expansió (com ara Feijó i Tarauacá) i l'hàbitat de C. amuna és travessat per la carretera federal BR-364.